# DBLP
DBLP és un repositori d'informació bibliogràfica de publicacions en el camp de la informàtica. Fou creat el 1993 pel grup de recerca "database systems and logic programming" (DBLP) de la universitat alemanya de Trèveris, i d'aleshores ençà s'ha anat ampliant gradualment a tots els camps de la informàtica, tot i que es va mantenir l'acrònim. Actualment, DBLP s'usa com a retroacrònim de "Digital Bibliography & Library Project". Des del 2010, DBLP és un servei ofert conjuntament per la universitat de Trèveris i Schloss Dagstuhl - Leibniz Center for Informatics.
A l'octubre del 2018, DBLP contenia informació bibliogràfica de 4,3 milions de publicacions, consistents bàsicament en articles publicats a més de 5.500 congressos i més de 1.500 revistes.

## Accés
Es pot accedir al contingut del DBLP per diverses vies:

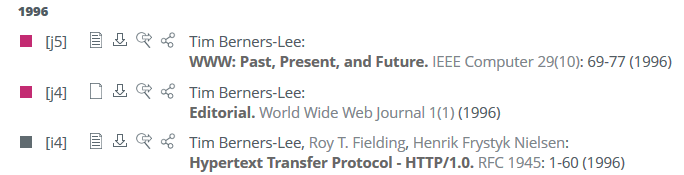
Fragment de la pàgina web de DBLP que mostra les publicacions de Tim Berners-Lee.

- Fragment de la pàgina web de DBLP que mostra les publicacions de Tim Berners-Lee.La via més usual és mitjançant el seu lloc web,[4] el qual permet accedir a les publicacions -entre d'altres- d'un autor, d'una revista o d'un congrés. També es permeten cerques complexes que poden incloure fragments del títol o de les dades esmentades anteriorment.[5] Per cada publicació es mostra els seus autors, el títol i els detalls del seu lloc de publicació, i enllaços al contingut de la publicació. La figura adjunta és el fragment de la pàgina web que mostra les tres publicacions de l'any 1996 que hi ha al DBLP de Tim Berners-Lee.
- Punt d'accés SPARQL.[6]
- API web que permet fer cerques de publicacions, autors o llocs de publicació que satisfan uns certs criteris de cerca.[7]
- Descàrrega en un fitxer XML.[8]